# Menkokia minor
Menkokia minor är en stekelart som först beskrevs av Heinrich 1934.  Menkokia minor ingår i släktet Menkokia och familjen brokparasitsteklar. Inga underarter finns listade i Catalogue of Life.